# Dlančnik
Dlančnik je mali računalnik. Z njim lahko počnemo večino stvari kot z velikim računalnikom. Pogosto je dlančnik integriran z mobilnim telefonom, GPS, radijskim sprejemnikom, MP3 predvajalnikom in različnimi vmesniki. Beseda dlančnik izhaja iz besede »dlan«, saj ga lahko držimo v dlani. Mnogi imajo zaslon občutljiv na dotik. To pomeni, da lahko tipkamo in rišemo s prstom ali s priloženo palčko po zasolnu. Najbolj znani proizvajalci dlančnikov so Hewlett Packard(HP), RIM in Palm. Mnogi dlančniki imajo režo za pomnilniško kartico (na primer Memory Stick Pro ali Duo).